# Bringing Out the Dead – Nächte der Erinnerung
Bringing Out the Dead – Nächte der Erinnerung ist ein US-amerikanisches Filmdrama aus dem Jahr 1999. Der Regisseur Martin Scorsese arbeitete für diesen Film ein weiteres Mal nach u. a. Taxi Driver und Wie ein wilder Stier mit Drehbuchautor Paul Schrader zusammen. Der Film basiert auf dem gleichnamigen Roman des Autors Joe Connelly.

## Handlung
Frank Pierce ist Paramedic in New York City. Dort kommt er jeden Tag mit dem Tod in Kontakt. Im Laufe der Zeit fängt Pierce an, daran zu zerbrechen. Zu Beginn des Films lernt er Mary kennen, die Tochter eines von ihm geretteten Koma-Patienten. Beide verlieben sich ineinander, aber auch Mary hat mit ihrem Leben zu kämpfen. Kurz bevor Frank endgültig vor dem Zusammenbruch steht, entschließt er sich, das Leben von Marys Vater zu beenden. Frank glaubt, dass die „Geister“ des fast Toten nicht zurück in seinen Körper wollen und dass auch Marys Vater nicht wiederbelebt werden will. Während des Blickkontakts hört er die Stimme des Vaters in seinem Kopf, welche ihn bittet, ihn sterben zu lassen. Nachdem Frank die Geräte abgeschaltet hat, fährt er zu Mary und erzählt ihr vom Tode ihres Vaters. Von Mary fällt eine Last und auch Frank Pierce fühlt sich erleichtert.

## Kritiken
James Berardinelli schrieb auf ReelViews, der Film gehöre nicht zu den besten Filmen von Martin Scorsese. Er lobte die Darstellung von Nicolas Cage, der allerdings in Leaving Las Vegas besser gespielt habe.

„Beklemmend das Drehbuch (Paul Schrader), atmosphärisch die Kameraarbeit (Robert Richardson), brillant das Spiel von Nicolas Cage und vorzüglich die Inszenierung.“

„Martin Scorseses entnervendes Porträt von Manhattans ‚Hells Kitchen‘ greift das Thema seines fast 25 Jahre alten Films ‚Taxi Driver‘ auf. Der durch Bitterkeit, ätzende Ironie und Verzweiflung geprägte Film ist nur schwer erträglich, wobei die Aussicht auf Katharsis von jedem einzelnen Zuschauer selbst abhängt.“

## Auszeichnungen
Robert Richardson wurde für seine Kameraarbeit mit einem Florida Film Critics Circle Award belohnt.
Die Deutsche Film- und Medienbewertung FBW in Wiesbaden verlieh dem Film das Prädikat besonders wertvoll.

## Trivia
Die Monotonie der Ambulanzfahrten der resignierenden Sanitäter wird durch wiederholtes Einspielen des Songs T. B. Sheets von Van Morrison im Soundtrack untermalt. In dem fast zehnminütigen Song geht es, passend zum Film, um die Ohnmacht eines Spitalbesuchers angesichts eines todkranken Mädchens; beklagt wird vor allem der Geruch im Spitalzimmer („Open up the window and let me breathe […] I can almost smell your T. B. sheets“ – „Öffnet die Fenster und lasst mich atmen […] Ich rieche ja beinahe deine Tuberkulose-Bettlaken“).